# Pałac Tielscha w Wałbrzychu
 Pałac Tielscha w Wałbrzychu – zabytkowy pałac wybudowany w 1860 r. w Wałbrzychu.

## Położenie
Pałac położony jest w Wałbrzychu – mieście na południowym zachodzie Polski, w województwie dolnośląskim; na Pogórzu Zachodniosudeckim i w Sudetach Środkowych, nad rzeką Pełcznicą, historycznie na Dolnym Śląsku.

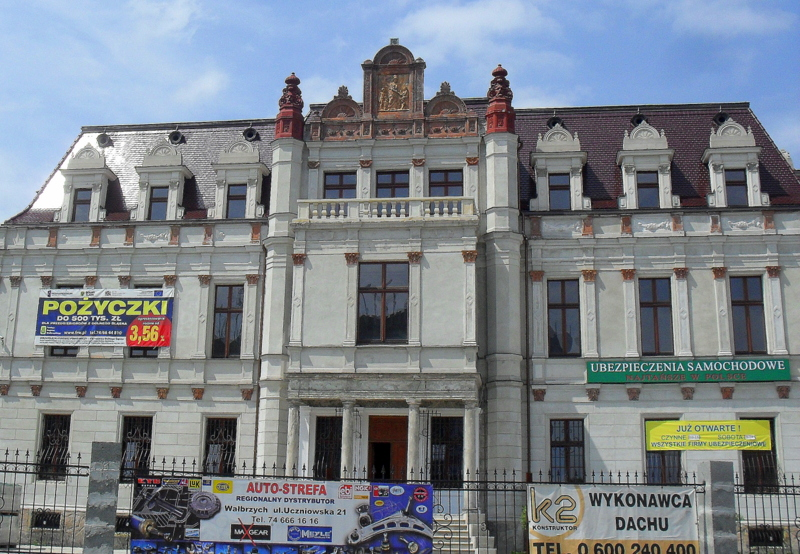
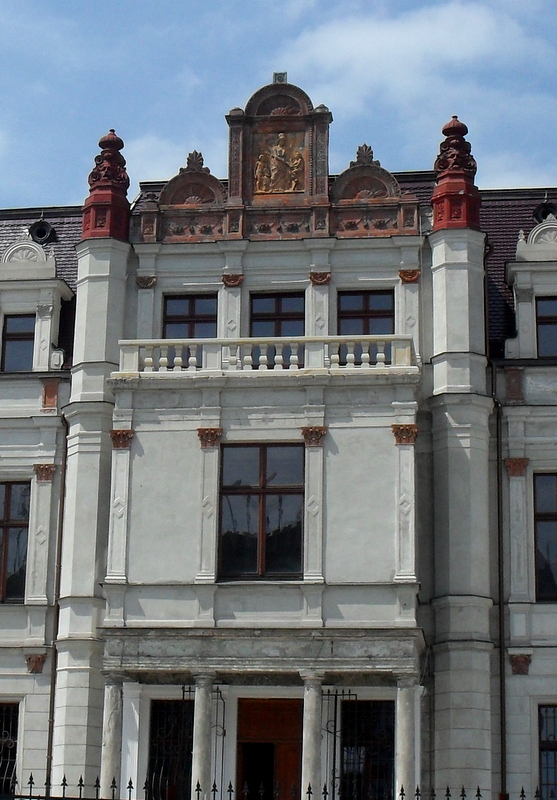
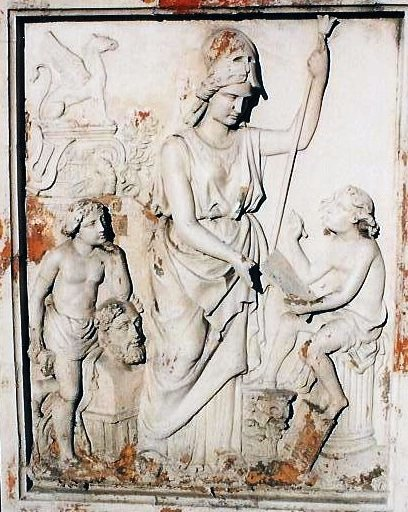
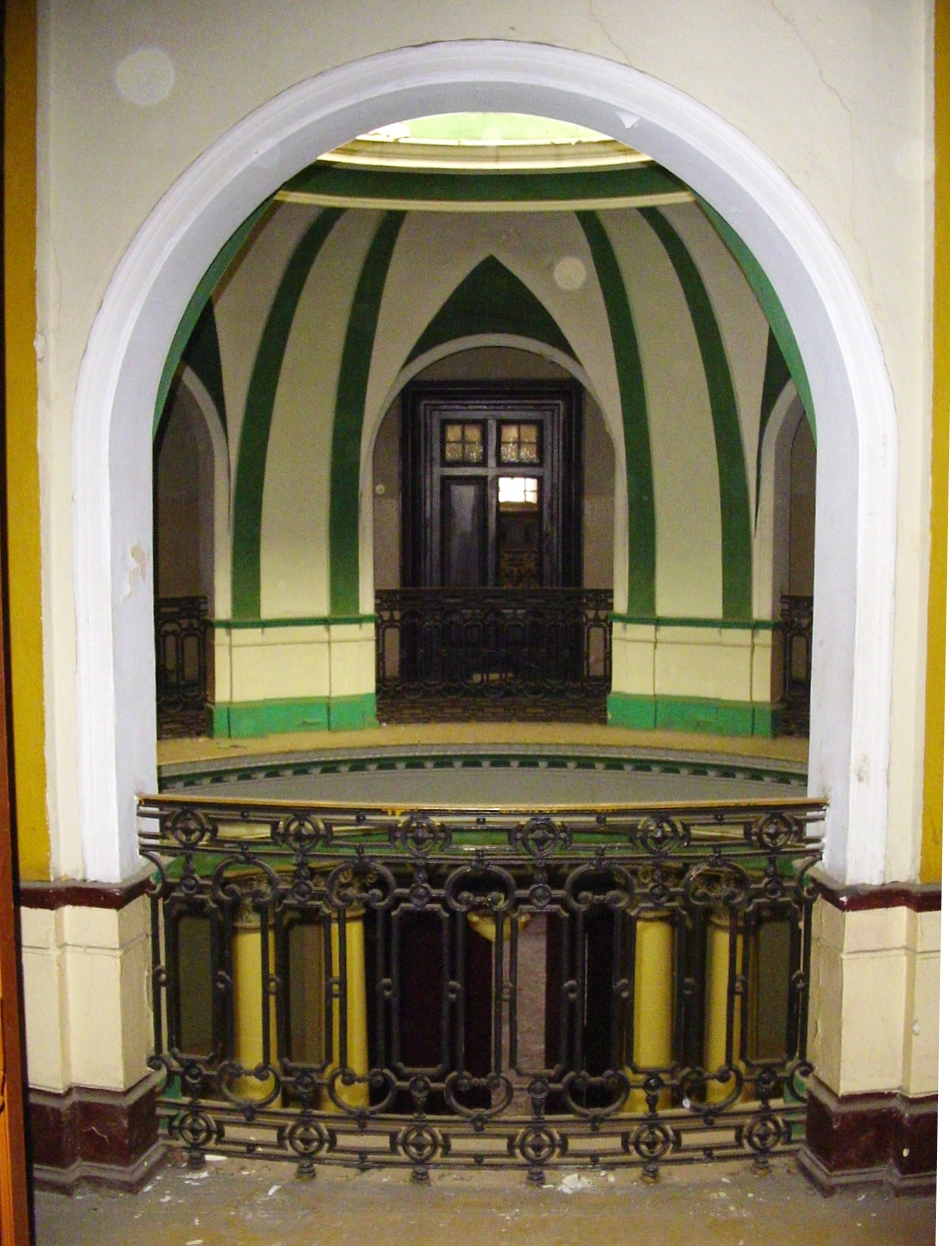